# Félix Ibarrondo
Félix Ibarrondo est un compositeur né le 12 juin 1943 à Ognate dans la province du Guipuscoa au Pays basque en Espagne.

## Biographie
Issu d'une famille musicienne, il apprend la théorie musicale avec son père, Antonino . Il étudie ensuite la théologie et la philosophie. parallèlement à des études musicales aux conservatoires de Saint-Sébastien et Bilbao.
Il est ordonné prêtre franciscain en 1966 et exerce son ministère principalement dans le diocèse de Nanterre, à Asnières sur Seine, de 1972 à 2019, puis il retourne en Espagne pour sa retraite.
En 1969, il s'installe à Paris où il suit l'enseignement de Max Deutsch, Henri Dutilleux et Maurice Ohana, ce dernier ayant une grande influence sur son travail de compositeur. Il s'initie aussi à la musique électroacoustique au sein du Groupe de recherches musicales (GRM).
Son œuvre aborde toutes les formations, vocales et instrumentales, de l'orchestre aux petites formations de chambre.

## Prix
- Prix Óscar Esplá ;
- Prix Lili Boulanger (1972) ;
- Prix Jeune Compositeur de la Société des auteurs, compositeurs et éditeurs de musique (SACEM) ;
- Prix Lili et Nadia Boulanger de l'Académie des beaux-arts (2003).
- En 2018, le ministère de la culture espagnol lui décerne la médaille d'or du mérite des beaux-arts[3].
- En 2018, Prix national de musique d'Espagne.

## Œuvres
Chambre
- Iru-bi, pour mandoline guitare et harpe (2013)
- Et la vie était là… pour quatuor à cordes (1973)
- Brisas pur 9 instruments (1980)
- Phalène pour trio à cordes (1983)

Orchestre
- Vague de fond, pour grand orchestre (1972)
- Sous l'emprise d'une ombre (1976)
- Izengabekoa (1978)
- Amairuk, pour 12 cordes et guitare (1979)
- Abyssal pour 2 guitares et orchestre (1982)
- Eris pour orchestre (1986)
- Irrintz pour orchestre (1988)
- Naretzko Aiak, concerto pour violoncelle (1991)

Vocales
- Aitaren Extea, pour ténor, 2 pianos, violon et percussion (1971)
- Musique pour la messe (1977)
- Trois chœurs Basques a capella
  - Odolez [Ensanglanté] (1979)
  - Zoro dantzak [Danses folles] (1981)
  - Argiruntz [Vers la lumière] (1983)
- Cibillak, pour soprano, ténor, baryton, 2 clarinettes et 3 violoncelles (1981)
- Oroïpen [Souvenir] (1993)
- Ode à Martin pour chœur, soliste et petit orchestre (1996)
- Illindik [Venant de l'obscurité] (1999)
- Min dira [Ils ont mal] (2004)
- Urrundik [Du lointain] (2005)

## Discographie
- 2006 Œuvres vocales - Kaoli Isshiki (soprano), Pablo Márquez (guitare), Musicatreize, Chœur Contemporain, Roland Hayrabedian (2006, L'Empreinte digitale ED 13236) (OCLC 162296463)
- 2013 AIKAN[4] dans l’album Utopías: New music for saxophone quartet par SIGMA PROJECT
- 2018 Félix Ibarrondo par Ensemble Sinkro[5]
- 2018 Iris[6] de l’album Bakarrizketak par Alfonso Gómez

## Sources
- Site du compositeur
- « Félix Ibarrondo », sur le site de l'Ircam